# 馬塞爾鎮區 (明尼蘇達州艾塔斯卡縣)
馬塞爾鎮區（英語：Marcell Township）是位於美國明尼蘇達州艾塔斯卡縣的一個行政鎮區。

## 地方資料
馬塞爾鎮區的面積為148.39平方千米，當中陸地面積為124.20平方千米，而水域面積為24.19平方千米。根據2020年美國人口普查的數據，當地共有人口474人，而人口密度為每平方千米3.19人。